# Зелёный Лог (Свердловская область)
Зелёный Лог — посёлок в Полевском муниципальном округе Свердловской области России. Ранее входил в состав Кургановского сельсовета города Полевского.
До 1966 года назывался посёлком участка N 3 совхоза Северский.

## География
Посёлок Зелёный Лог
расположен в 10 километрах (по автодороге в 11 километрах) к северо-северо-востоку от города Полевского на северном берегу пруда реки Раскуишки (левого притока Чусовой).

## Население
| 2002 | 2010 |
| ---- | ---- |
| 50   | ↘21  |